# Anticoma reflexa
Anticoma reflexa is een rondwormensoort uit de familie van de Anticomidae.